# (9159) McDonnell
(9159) McDonnell (1984 UD3) – planetoida z pasa głównego asteroid okrążająca Słońce w ciągu 3,59 lat w średniej odległości 2,35 j.a. Odkryta 26 października 1984 roku.